# Coloratura (singolo)
Coloratura è un singolo del gruppo musicale britannico Coldplay, pubblicato il 23 luglio 2021 come secondo estratto dal nono album in studio Music of the Spheres.

## Descrizione
Traccia conclusiva del disco, il brano è il più lungo mai realizzato dal gruppo con i suoi oltre dieci minuti.
Il testo invoca le missioni spaziali, Galileo Galilei e le Lune di Giove, convinto di un progresso umano, di prospettive dove le differenze possono essere riconciliate.

## Accoglienza
Coloratura è stato paragonato dalla critica specializzata ai lavori di gruppi come Genesis e Pink Floyd a causa della sua lunghezza.
Alexis Petridis di The Guardian riscontra incoerenza tra le tracce dell'album e Coloratura «piuttosto che legare l'album insieme, questa roba stride con gli evidenti obiettivi commerciali» paragonando il progetto ad un improbabile tentativo di unire i Pink Floyd ai The New Seekers. Daniel Kreps di Rolling Stone descrive il brano «come un viaggio panoramico e multi-suite nel cosmo, con Chris Martin che ci nomina corpi celesti del suo universo».
Luca Dondoni de La Stampa afferma che i Coldplay con il singolo «si sono presi tutto il tempo che volevano per arricchire con suoni e liriche un ottimo biglietto da visita per l'album» e che si tratti di «un pezzo che vi prende e si prende tempo. Un tempo che oggi ci sembra sempre sfuggire di mano».

## Tracce
Testi e musiche di Guy Berryman, Jonny Buckland, Will Champion, Chris Martin, Max Martin, Paris Strother, Davide Rossi, John Metcalfe.
1. Coloratura – 10:18

## Classifiche
| Classifica (2021)                | Posizione massima |
| -------------------------------- | ----------------- |
| Stati Uniti (rock & alternative) | 34                |